# Motley (Minnesota)
Motley – miasto w Stanach Zjednoczonych, w stanie Minnesota, w hrabstwie Morrison.